# Opera行動瀏覽器
Opera（又稱：Opera瀏覽器；前稱：Opera Mobile），是Opera軟件為智能手機和個人數碼助理推出的行動瀏覽器。

## 功能
Opera所用的引擎是自主開發的Presto排版引擎，後被Webkit取代，支援多種網路標準，如XMS、Ajax等。
此外，Opera Turbo網頁壓縮技術藉由該公司的網頁伺服器來壓縮網頁大小，藉此降低用戶端下載傳輸量，頁面加載時間得到了改善，帶寬消耗降低了80%。它使用Opera的小屏幕渲染（SSR）技術和文字換行，瀏覽器可以動態地重新格式化小屏幕網頁，還可以通過在觸摸屏或鍵盤上使用手指觸摸或觸筆來使用，並且縱向和橫向模式顯示。
該瀏覽器還提供快速撥號的功能，這個功能使得使用者能自訂初始畫面，放上常用的連結，最新版更支援無上限的快速撥號項目。支援智慧文字重新排版，讓使用者能更輕鬆地在手機這類小螢幕裝置上瀏覽網頁。其他如多分頁瀏覽、複製貼上、記憶帳號密碼、網址自動完成、歷史、我的最愛等等常見的功能也一應俱全。在網頁縮放方面，在支援的多點觸控螢幕裝置上可實現雙指拖曳來調整網頁放大倍率，亦可輕點兩下來縮放至預設大小。。
Opera Mobile是UIQ和Plaszma操作系统的預置瀏覽器，所有這兩種系統的手機都默認包含Opera Mobile。除此之外，Opera也為Symbian和Windows Embedded Compact手機製造商提供預裝定制服務。值得注意的是，聯發科技和BREW版本的Opera Mobile只能通過預裝途徑獲得，而不能自主下載。

## 歷史
- 發佈6.0版本。
- 2003年6月25日，發佈6.0.1小更新。
- 2003年10月27日，發佈6.10，更新為多語言版本。
- 2005年7月13日，大約兩年之後，發佈8.0，首次支援DHTML。
- 2005年11月14日，發佈8.5。
- 2006年4月5日，發佈8.6，首次支援SVG。
- 2006年8月29日，發佈8.65，8.6版本的小更新。
- 2007年2月，宣佈9.0。
- 2008年7月17日，發佈9.5,
- 2009年6月8日，發佈9.7 beta。
- 2009年11月2日，發佈10 beta。
- 2010年3月16日，發布10.0。這是Opera Mobile第一個免費下載的正式版。
- 2010年5月11日，第一個Maemo版本問世。
- 2010年11月9日，第一個可公開下載的Android版本問世。
- 2011年3月22日，發布11.0。針對觸控式螢幕和平板電腦作出優化；首次支援HTML5；第一個MeeGo和Windows 7版本問世。
- 2011年10月11日，發布11.5。引入流量統計功能[4]。
- 2012年2月27日，發布12.0。首次支援WebGL[5]。

## 外部連結
- （英文）Opera全球（页面存档备份，存于）
- （简体中文）Opera中國大陸（页面存档备份，存于）
- （繁體中文）Opera台灣（页面存档备份，存于）